# افسانه پسرک ابریشمین
افسانه پسرک ابریشمین (انگلیسی: The Legend of Silk Boy) یک فیلم در ژانر فانتزی است. از بازیگران آن می‌توان به جکی چان و گری چاک اشاره کرد.